# جو دیکنسن (بازیکن فوتبال)
جو دیکنسن (انگلیسی: Joe Dickenson؛ زادهٔ) بازیکن فوتبال اهل بریتانیا است.
از باشگاه‌هایی که در آن بازی کرده‌است می‌توان به باشگاه فوتبال چتم، باشگاه فوتبال بولتون واندررز، و باشگاه فوتبال گیلینگام اشاره کرد.